# Danmark ved vinter-PL 2014
Danmark deltog med to atleter i én sportsgren ved vinter-PL 2014 i Sotji fra 7. til 16. marts. Det danske PL-holds chef de mission var Michael Møllgaard Nielsen.

## Sportsgrene og discipliner

### Alpint skiløb
- Line Damgaard, (LW2[2]) lårbensamputeret[1].
  - nr. 12 ud af 18 i slalom (stående) på 1:58,96 min.
  - nr. 15 ud af 19 i storslalom (stående) på 1:53,00 min.

- Ulrik Nyvold, (LW10-1[3]) sitskiløber (atleten sidder på en glasfiberskål monteret på en ski. Begge skistave har små ski på[1].
  - Slalom (siddende), DNS (Did Not Start)
  - 2. løb – storslalom (siddende), DNF (Did Not Finish)